# 1480 Авнус
1480 Авнус (1480 Aunus) — астероїд головного поясу, відкритий 18 лютого 1938 року.
Тіссеранів параметр щодо Юпітера — 3,652.